# Последнее соблазнение
«Последнее соблазнение» (англ. The Last Seduction) — американский художественный фильм 1994 года выпуска в жанре неонуар.
Слоган фильма — «Most people have a dark side. She had nothing else.» (дословно — рус. У многих людей есть тёмные стороны. У неё нет других сторон.)

## Сюжет
Бриджит Грегори, роковая женщина и социопатка, крадёт деньги, принадлежащие кредиторам её мужа, и прячется в пригороде Буффало, штат Нью-Йорк. Там она знакомится с Майком и пытается склонить его к бурному роману. Майк, будучи неопытным молодым человеком, без ума от Бриджит: он никогда не встречал столь интересную и обворожительную женщину.
Новая знакомая ничего не рассказывает о прошлом и ничего не обещает на будущее. Но у неё есть хитроумный план, как можно быстро заработать, и на этот план согласен Майк. А тем временем брошенный муж желает любыми средствами вернуть деньги кредиторам; но Бриджит не собирается сдаваться.

## В ролях
- Линда Фиорентино — Бриджит Грегори
- Питер Берг — Майк Суол
- Билл Пуллман — Клей Грегори
- Билл Нанн — Харлан
- Джей Т. Уолш — Фрэнк Гриффит
- Дин Норрис — Шеп
- Херб Митчелл — Боб Троттер

## Награды
Фильм был номинирован на премию «Оскар», однако был дисквалифицирован, так как до церемонии вручения был показан на одном из кабельных телеканалов. Тем не менее, фильм получил в общей сложности двенадцать наград.[прояснить]